# President's Cup 2010
La President's Cup 2010 è un torneo professionistico di tennis maschile giocato sul cemento, che faceva parte dell'ATP Challenger Tour 2010. Si è giocato ad Astana in Kazakistan dal 1° al 7 novembre 2010.

## Partecipanti

### Teste di serie
| Nazionalità | Giocatore            | Ranking* | Testa di serie |
| ----------- | -------------------- | -------- | -------------- |
| Kazakistan  | Michail Kukuškin     | 88       | 1              |
| Germania    | Björn Phau           | 89       | 2              |
| Germania    | Rainer Schüttler     | 103      | 3              |
| Russia      | Igor' Kunicyn        | 106      | 4              |
| Croazia     | Ivan Dodig           | 118      | 5              |
| Austria     | Martin Fischer       | 122      | 6              |
| Russia      | Konstantin Kravčuk   | 133      | 7              |
| Russia      | Aleksandr Kudrjavcev | 174      | 8              |

- Ranking al 25 ottobre 2010.

### Altri partecipanti
Giocatori che hanno ricevuto una wild card:
- Danjil Braun
- Evgenij Donskoj
- Danai Udomchoke
- Serizhan Yessenbekov

Giocatori passati dalle qualificazioni:
- Mikhail Ledovskikh
- Petru-Alexandru Luncanu
- Denis Matsukevich
- Vitali Reshetnikov

## Campioni

### Singolare
Ivan Dodig ha battuto in finale  Igor' Kunicyn con il punteggio di 6–4, 6–3

### Doppio
Colin Fleming /  Ross Hutchins hanno battuto in finale  Michail Elgin /  Aleksandr Kudrjavcev con il punteggio di 6–3, 7–6(10)